# Lista najstarszych ludzi we Włoszech
Najstarszym człowiekiem w historii Włoch, była Emma Morano-Martinuzzi (ur. 29 listopada 1899), która żyła 117 lat i 137 dni. Najstarszym mężczyzną był Antonio Todde (1889–2002), który żył 112 lat i 346 dni. (Obecnie najstarszą żyjącą Włoszką jest Claudia Baccarini (ur. 13 października 1910), a najstarszym żyjącym Włochem jest Vitantonio Lovallo (ur. 28 marca 1914). Dane zostały zweryfikowane przez Gerontologiczną Grupę Badawczą, European Supercentenarian Organisation, lub LongeviQuest.

## Żyjący włoscysuperstulatkowie
| Miejsce | Imię i nazwisko     | Płeć | Data urodzenia       | Wiek            | Miejsce urodzenia       | Miejsce zamieszkania |
| ------- | ------------------- | ---- | -------------------- | --------------- | ----------------------- | -------------------- |
| 1       | Claudia Baccarini   | K    | 13 października 1910 | 114 lat 155 dni | Emilia-Romania          | Emilia-Romania       |
| 2       | Laurina Sangenito   | K    | 22 listopada 1910    | 114 lat 115 dni | Kampania                | Kampania             |
| 3       | Francesca Fioriglio | K    | 11 stycznia 1912     | 113 lat 65 dni  | Sycylia                 | Sycylia              |
| 4       | Antonia Manzi       | K    | 20 lutego 1912       | 113 lat 25 dni  | Lacjum                  | Lacjum               |
| 5       | Amelia Addari       | K    | 25 marca 1912        | 112 lat 357 dni | Sardynia                | Sardynia             |
| 6       | Maria Carmela Ricci | K    | 16 kwietnia 1912     | 112 lat 335 dni | Kampania                | Piemont              |
| 7       | Cristina Paloscia   | K    | 15 maja 1912         | 112 lat 306 dni | Abruzja                 | Toskania             |
| 8       | Ida Ortolani        | K    | 4 października 1912  | 112 lat 164 dni | Stany Zjednoczone       | Lombardia            |
| 9       | Anna Natella        | K    | 21 listopada 1912    | 112 lat 116 dni | Basilicata              | Stany Zjednoczone    |
| 10      | Emilia Zuccolo      | K    | 9 marca 1913         | 112 lat 8 dni   | Friuli-Wenecja Julijska | Toskania             |

## 85 najstarszych Włochów
osoba żyjąca
     osoba zmarła
| Miejsce | Imię i nazwisko                | Płeć | Data urodzenia       | Data śmierci                 | Wiek                | Miejsce urodzenia       | Miejsce śmierci         |
| ------- | ------------------------------ | ---- | -------------------- | ---------------------------- | ------------------- | ----------------------- | ----------------------- |
| 1       | Emma Morano-Martinuzzi         | K    | 29 listopada 1899    | 15 kwietnia 2017             | 117 lat 137 dni     | Piemont                 | Piemont                 |
| 2       | Maria Giuseppa Robucci-Nargiso | K    | 20 marca 1903        | 18 czerwca 2019              | 116 lat 90 dni      | Apulia                  | Apulia                  |
| 3       | Giuseppina Projetto-Frau       | K    | 30 maja 1902         | 6 lipca 2018                 | 116 lat 37 dni      | Sardynia                | Toskania                |
| 4       | Dina Manfredini                | K    | 4 kwietnia 1897      | 17 grudnia 2012              | 115 lat 257 dni     | Emilia-Romania          | Stany Zjednoczone       |
| 5       | Marie-Josephine Gaudette       | K    | 25 marca 1902        | 13 lipca 2017                | 115 lat 110 dni     | Stany Zjednoczone       | Lacjum                  |
| 6       | Venere Pizzinato-Papo          | K    | 23 listopada 1896    | 2 sierpnia 2011              | 114 lat 252 dni     | Trydent-Górna Adyga     | Wenecja Euganejska      |
| 7       | Virginia Dighero               | K    | 24 grudnia 1891      | 28 grudnia 2005              | 114 lat 4 dni       | Liguria                 | Liguria                 |
| 8       | Maria Redaelli-Granoli         | K    | 3 kwietnia 1899      | 2 kwietnia 2013              | 113 lat 364 dni     | Lombardia               | Lombardia               |
| 9       | Claudia Baccarini              | K    | 13 października 1910 | 24 grudnia 2024              | 114 lat 72 dni      | Emilia-Romania          | Emilia-Romania          |
| 10      | Laurina Sangenito              | K    | 22 listopada 1910    | żyje                         | 114 lat 115 dni     | Kampania                | Kampania                |
| 11      | Anna Benericetti-Cimatti       | K    | 22 marca 1906        | 11 grudnia 2019              | 113 lat 264 dni     | Emilia-Romania          | Emilia-Romania          |
| 12      | Amalia Barone                  | K    | 6 października 1884  | 26 czerwca 1998              | 113 lat 263 dni     | Kampania                | Stany Zjednoczone       |
| 13      | Diega Cammalleri               | K    | 23 października 1905 | 15 czerwca 2019              | 113 lat 235 dni     | Sycylia                 | Sycylia                 |
| 14      | Amarillide Bufalini            | K    | 27 listopada 1876    | 15 maja 1990                 | 113 lat 169 dni     | Lacjum                  | Stany Zjednoczone       |
| 15      | Maria Gravigi de Candia        | K    | 3 marca 1900         | 15 sierpnia 2013             | 113 lat 165 dni     | Friuli-Wenecja Julijska | Friuli-Wenecja Julijska |
| 16      | Maria Teresa Fumarola          | K    | 2 grudnia 1889       | 14 maja 2003                 | 113 lat 163 dni     | Apulia                  | Apulia                  |
| 17      | Domenica Ercolani              | K    | 3 lipca 1910         | 17 Listopada 2023            | 113 lat 137 dni     | Marche                  | Marche                  |
| 18      | Lucia Lauria Vigna             | K    | 4 marca 1896         | 28 czerwca 2009              | 113 lat 116 dni     | Basilicata              | Basilicata              |
| 19      | Irene Ciuffoletti              | K    | 19 stycznia 1903     | 7 maja 2016                  | 113 lat 109 dni     | Basilicata              | Stany Zjednoczone       |
| 20      | Mariannina Genovese            | K    | 15 października 1905 | 1 stycznia 2019              | 113 lat 78 dni      | Sycylia                 | Sycylia                 |
| 21      | Stella Nardari-Vecchiato       | K    | 23 grudnia 1898      | 23 lutego 2012               | 113 lat 62 dni      | Wenecja Euganejska      | Wenecja Euganejska      |
| 22      | Ida Frabboni                   | K    | 4 października 1896  | 2 listopada 2009             | 113 lat 29 dni      | Emilia-Romania          | Emilia-Romania          |
| 22      | Guerina Amedei                 | K    | 31 stycznia 1906     | 1 marca 2019                 | 113 lat 29 dni      | Emilia-Romania          | Emilia-Romania          |
| 24      | Giulia Sani                    | K    | 15 września 1893     | 4 września 2006              | 112 lat 354 dni     | Toskania                | Toskania                |
| 25      | Renata Bianchi                 | K    | 16 października 1906 | 4 października 2019          | 112 lat 353 dni     | Emilia-Romania          | Emilia-Romania          |
| 26      | Antonio Todde                  | M    | 22 stycznia 1889     | 3 stycznia 2002              | 112 lat 346 dni     | Sardynia                | Sardynia                |
| 27      | Marietta Capizzi               | K    | 30 stycznia 1901     | 10 października 2013         | 112 lat 284 dni     | Sycylia                 | Stany Zjednoczone       |
| 28      | Maria Muraro                   | K    | 29 marca 1892        | 2 stycznia 2005              | 112 lat 279 dni     | Wenecja Euganejska      | Wenecja Euganejska      |
| 29      | Rosa Bandini                   | K    | 11 września 1901     | 12 czerwca 2014              | 112 lat 274 dni     | Emilia-Romania          | Emilia-Romania          |
| 30      | Rosa De Vita                   | K    | 8 Lutego 1911        | 11 października2023          | 112 lat 245 dni     | Kampania                | Kampania                |
| 31      | Emilia Zucchetti               | K    | 28 sierpnia 1903     | 26 kwietnia 2016             | 112 lat 242 dni     | Wenecja Euganejska      | Lombardia               |
| 32      | Valesca Tanganelli             | K    | 7 lipca 1907         | 4 marca 2020                 | 112 lat 241 dni     | Toskania                | Toskania                |
| 33      | Ida Zoccarato                  | K    | 24 maja 1909         | 16 stycznia 2022             | 112 lat 235 dni     | Wenecja Euganejska      | Wenecja Euganejska      |
| 34      | Delio Venturotti               | M    | 25 października 1909 | 1 czerwca 2022               | 112 lat 219 dni     | Wenecja Euganejska      | Brazylia                |
| 35      | Francesca Fioriglio            | K    | 11 stycznia 1912     | żyje                         | 113 lat 65 dni      | Sycylia                 | Sycylia                 |
| 36      | Anna Maria Rosati              | K    | 4 maja 1905          | 27 listopada 2017            | 112 lat 207 dni     | Lombardia               | Lombardia               |
| 37      | Luisa Delfino                  | K    | 10 grudnia 1886      | 29 czerwca 1999              | 112 lat 201 dni     | Molise                  | Stany Zjednoczone       |
| 38      | Lina Grotta                    | K    | 22 listopada 1896    | 27 maja 2009                 | 112 lat 186 dni     | Toskania                | Toskania                |
| 39      | Carmela Velardi                | K    | 22 października 1906 | 21 kwietnia/22 kwietnia 2019 | 112 lat 181/182 dni | Sycylia                 | Sycylia                 |
| 40      | Catherine Abate                | K    | 15 listopada 1909    | 7 maja 2022                  | 112 lat 173 dni     | Basilicata              | Stany Zjednoczone       |
| 41      | Giovanni Frau                  | M    | 29 grudnia 1890      | 19 czerwca 2003              | 112 lat 172 dni     | Sardynia                | Sardynia                |
| 42      | Serafina Naccarato             | K    | 10 października 1893 | 29 marca 2006                | 112 lat 170 dni     | Kalabria                | Marche                  |
| 43      | Lorenza Dotta                  | K    | 7 sierpnia 1894      | 11 stycznia 2007             | 112 lat 157 dni     | Piemont                 | Piemont                 |
| 44      | Vincenza Balassone-Colucci     | K    | 24 stycznia 1903     | 26 czerwca 2015              | 112 lat 153 dni     | Abruzja                 | Stany Zjednoczone       |
| 45      | Maria Oliva                    | K    | 16 kwietnia 1909     | 27 sierpnia 2021             | 112 lat 133 dni     | Sycylia                 | Sycylia                 |
| 46      | Ines Sommovigo                 | K    | 6 listopada 1911     | 16 marca 2024                | 112 lat 131 dni     | Liguria                 | Liguria                 |
| 47      | Rosa Pesce-Patrono             | K    | 12 września 1902     | 9 stycznia 2015              | 112 lat 119 dni     | Piemont                 | Piemont                 |
| 48      | Santa Gennari                  | K    | 23 lutego 1899       | 18 czerwca 2011              | 112 lat 115 dni     | Marche                  | Marche                  |
| 49      | Giuseppa Salerno               | K    | 17 czerwca 1911      | 26 września 2023             | 112 lat 101 dni     | Kampania                | Kampania                |
| 50      | Rosaria Caleca                 | K    | 5 lutego 1895        | 6 maja 2007                  | 112 lat 90 dni      | Sycylia                 | Stany Zjednoczone       |
| 51      | Ermina Bianchini               | K    | 23 kwietnia 1908     | 23 czerwca 2020              | 112 lat 61 dni      | Piemont                 | Piemont                 |
| 52      | Chelidonia Merosi-Lollobrigida | K    | 11 października 1883 | 10 grudnia 1995              | 112 lat 60 dni      | Lacjum                  | Lacjum                  |
| 53      | Maria Antonia D’Amore          | K    | 20 października 1909 | 24 listopada 2021            | 112 lat 35 dni      | Abruzja                 | Lacjum                  |
| 54      | Maria Mallozzi                 | K    | 25 września 1887     | 26 października 1999         | 112 lat 31 dni      | Lacjum                  | Kanada                  |
| 55      | Angela Case                    | K    | 21 lipca 1899        | 17 sierpnia 2011             | 112 lat 27 dni      | Wenecja Euganejska      | Wenecja Euganejska      |
| 56      | Elia Concari                   | K    | 14 lipca 1905        | 2 sierpnia 2017              | 112 lat 19 dni      | Abruzja                 | Lombardia               |
| 57      | Angela Tiraboschi              | K    | 19 kwietnia 1910     | 7 maja 2022                  | 112 lat 18 dni      | Lombardia               | Lombardia               |
| 58      | Irma Ilari                     | K    | 22 września 1907     | 17 września 2019             | 111 lat 360 dni     | Toskania                | Toskania                |
| 59      | Arturo Licata                  | M    | 2 maja 1902          | 24 kwietnia 2014             | 111 lat 357 dni     | Sycylia                 | Sycylia                 |
| 60      | Maria Crescini-Carrara         | K    | 20 stycznia 1904     | 17 grudnia 2015              | 111 lat 331 dni     | Lombardia               | Lombardia               |
| 61      | Frances Pisano                 | K    | 2 kwietnia 1910      | 18 lutego 2022               | 112 lat 322 dni     | Kalabria                | Stany Zjednoczone       |
| 62      | Margherita Venzo               | K    | 21 lutego 1903       | 8 stycznia 2015              | 111 lat 321 dni     | Wenecja Euganejska      | Wenecja Euganejska      |
| 63      | Valerio Piroddi                | M    | 13 listopada 1905    | 18 września 2017             | 111 lat 309 dni     | Sardynia                | Sardynia                |
| 64      | Maria Negri                    | K    | 12 marca 1895        | 13 stycznia 2007             | 111 lat 307 dni     | Wenecja Euganejska      | Wenecja Euganejska      |
| 65      | Lidia Menis Sava               | K    | 30 listopada 1906    | 22 września 2018             | 111 lat 296 dni     | Friuli-Wenecja Julijska | Kostaryka               |
| 66      | Maria-Elisa Moro               | K    | 11 lutego 1897       | 2 listopada 2008             | 111 lat 265 dni     | Wenecja Euganejska      | Lacjum                  |
| 67      | Lilla de Geronimi              | K    | 2 grudnia 1892       | 14 sierpnia 2004             | 111 lat 256 dni     | Liguria                 | Liguria                 |
| 68      | Maria Ciuffreda                | K    | 21 czerwca 1899      | 28 lutego 2011               | 111 lat 252 dni     | Apulia                  | Apulia                  |
| 69      | Maria Granello                 | K    | 11 grudnia 1904      | 11 sierpnia 2016             | 111 lat 244 dni     | Wenecja Euganejska      | Wenecja Euganejska      |
| 70      | Lucia Soliman                  | K    | 17 kwietnia 1911     | 15 grudnia 2022              | 111 lat 242 dni     | Wenecja Euganejska      | Wenecja Euganejska      |
| 71      | Anita Tiburni                  | K    | 3 maja 1900          | 27 grudnia 2011              | 111 lat 238 dni     | Toskania                | Toskania                |
| 72      | Carolina Peretti               | K    | 21 października 1897 | 15 czerwca 2009              | 111 lat 237 dni     | Dolina Aosty            | Piemont                 |
| 73      | Maria Zuccala                  | K    | 15 marca 1905        | 15 października 2016         | 111 lat 214 dni     | Kalabria                | Kalabria                |
| 74      | Gesuina Donati                 | K    | 9 czerwca 1893       | 1 stycznia 2005              | 111 lat 206 dni     | Lacjum                  | Lacjum                  |
| 75      | Anna DiFelice                  | K    | 10 marca 1892        | 30 września 2003             | 111 lat 204 dni     | Abruzja                 | Stany Zjednoczone       |
| 76      | Luigia Gorla                   | K    | 28 stycznia 1911     | 16 sierpnia 2022             | 111 lat 200 dni     | Lombardia               | Lombardia               |
| 77      | Giuseppa Comande               | K    | 23 grudnia 1910      | 8 lipca 2022                 | 111 lat 197 dni     | Sycylia                 | Sycylia                 |
| 78      | Rosa Frau                      | K    | 12 sierpnia 1901     | 14 lutego 2013               | 111 lat 186 dni     | Sardynia                | Sardynia                |
| 79      | Maria Mattivi                  | K    | 29 listopada 1904    | 29 maja 2016                 | 111 lat 182 dni     | Trydent-Górna Adyga     | Trydent-Górna Adyga     |
| 80      | Carmela Villani                | K    | 1 maja 1909          | 25 października 2020         | 111 lat 177 dni     | Apulia                  | Apulia                  |
| 81      | Maria Gentilini                | K    | 12 maja 1894         | 4 listopada 2005             | 111 lat 176 dni     | Emilia-Romania          | Emilia-Romania          |
| 82      | Ernesta Pizzocri               | K    | 20 sierpnia 1901     | 6 lutego 2013                | 111 lat 170 dni     | Lombardia               | Lombardia               |
| 83      | Alba Togni                     | K    | 21 marca 1902        | 31 lipca 2013                | 111 lat 132 dni     | Lombardia               | Francja                 |
| 84      | Filomena Marongiu              | K    | 23 października 1904 | 23 lutego 2016               | 111 lat 123 dni     | Sardynia                | Sardynia                |
| 85      | Elvira Raimondi                | K    | 13 lutego 1890       | 25 maja 2001                 | 111 lat 101 dni     | Emilia-Romania          | Emilia-Romania          |
| 86      | Antonia Manzi                  | K    | 20 lutego 1912       | żyje                         | 113 lat 25 dni      | Lacjum                  | Lacjum                  |
| 87      | Linda Zappettini               | K    | 16 lutego 1892       | 20 maja 2003                 | 111 lat 83 dni      | Liguria                 | Liguria                 |
| 87      | Carmela Mileo                  | K    | 27 listopada 1899    | 18 lutego 2011               | 111 lat 83 dni      | Kalabria                | Kalabria                |
| 89      | Natalina Cresci                | K    | 25 grudnia 1890      | 13 marca 2002                | 111 lat 78 dni      | Liguria                 | Stany Zjednoczone       |

## Najstarsi włoscy mężczyźni w historii
| Miejsce | Imię i nazwisko          | Data urodzenia       | Data śmierci         | Wiek            | Miejsce urodzenia   | Miejsce śmierci     |
| ------- | ------------------------ | -------------------- | -------------------- | --------------- | ------------------- | ------------------- |
| 1       | Antonio Todde            | 22 stycznia 1889     | 3 stycznia 2002      | 112 lat 346 dni | Sardynia            | Sardynia            |
| 2       | Delio Venturotti         | 25 października 1909 | 1 czerwca 2022       | 112 lat 219 dni | Wenecja Euganejska  | Brazylia            |
| 3       | Giovanni Frau            | 29 grudnia 1890      | 19 czerwca 2003      | 112 lat 172 dni | Sardynia            | Sardynia            |
| 4       | Arturo Licata            | 2 maja 1902          | 24 kwietnia 2014     | 111 lat 357 dni | Sycylia             | Sycylia             |
| 5       | Valerio Piroddi          | 13 listopada 1905    | 18 września 2017     | 111 lat 309 dni | Sardynia            | Sardynia            |
| 6       | Tripolino Giannini       | 20 sierpnia 1912     | 31 grudnia 2023      | 111 lat 133 dni | Toskania            | Toskania            |
| 7       | Giovanni La Penna        | 29 października 1909 | 28 grudnia 2020      | 111 lat 60 dni  | Apulia              | Apulia              |
| 8       | Antonio Baldo            | 6 lipca 1887         | 28 sierpnia 1998     | 111 lat 53 dni  | Wenecja Euganejska  | Wenecja Euganejska  |
| 9       | Salvatore Nardi          | 14 października 1912 | 2 listopada 2023     | 111 lat 19 dni  | Kalabria            | Kalabria            |
| 10      | Giovanni Ligato          | 18 lutego 1901       | 2 marca 2012         | 111 lat 13 dni  | Kalabria            | Liguria             |
| 11      | Domenico Minervino       | 10 maja 1880         | 22 maja 1991         | 111 lat 11 dni  | Kalabria            | Kalabria            |
| 12      | Valentino Stella         | 2 stycznia 1886      | 1 stycznia 1997      | 110 lat 365 dni | Wenecja Euganejska  | Wenecja Euganejska  |
| 13      | Antonio Pierro           | 22 lutego 1896       | 8 lutego 2007        | 110 lat 351 dni | Basilicata          | Stany Zjednoczone   |
| 14      | Giovanni Battista Buffo  | 9 grudnia 1867       | 14 sierpnia 1978     | 110 lat 248 dni | Piemont             | Stany Zjednoczone   |
| 15      | Giuseppe Mirabella       | 6 września 1901      | 30 marca 2012        | 110 lat 206 dni | Sycylia             | Sycylia             |
| 16      | Michele Cicora           | 15 września 1913     | 31 marca 2024        | 110 lat 198 dni | Molise              | Molise              |
| 17      | Vincenzo Izzillo         | 29 lipca 1883        | 23 stycznia 1994     | 110 lat 178 dni | Kampania            | Stany Zjednoczone   |
| 18      | Salvatore Fiore          | 10 września 1880     | 11 lutego 1999       | 110 lat 154 dni | Kampania            | Stany Zjednoczone   |
| 19      | Lorenzo Giuseppe Berzero | 2 marca 1908         | 2 sierpnia 2018      | 110 lat 153 dni | Piemont             | Piemont             |
| 20      | Vitantonio Lovallo       | 28 marca 1914        | żyje                 | 110 lat 354 dni | Basilicata          | Basilicata          |
| 21      | Andrea Lattari           | 10 stycznia 1908     | 29 maja 2018         | 110 lat 139 dni | Sycylia             | Lombardia           |
| 22      | Pasquale Frasconi        | 12 listopada 1893    | 16 marca 2004        | 110 lat 125 dni | Sardynia            | Sardynia            |
| 23      | Dante Parlani            | 23 listopada 1905    | 25 marca 2016        | 110 lat 124 dni | Marche              | Umbria              |
| 24      | Alfredo Raneri           | 8 grudnia 1891       | 1 kwietnia 2002      | 110 lat 114 dni | Sycylia             | Lombardia           |
| 25      | Lazare Ponticelli        | 7 grudnia 1897       | 12 marca 2008        | 110 lat 96 dni  | Emilia-Romania      | Francja             |
| 26      | Delfino Borroni          | 23 sierpnia 1898     | 26 października 2008 | 110 lat 64 dni  | Lombardia           | Lombardia           |
| 27      | Luigi Tomasi             | 17 października 1908 | 7 grudnia 2018       | 110 lat 51 dni  | Trydent-Górna Adyga | Trydent-Górna Adyga |
| 28      | Salvatore Caruso         | 2 listopada 1905     | 22 grudnia 2015      | 110 lat 50 dni  | Kalabria            | Kalabria            |
| 29      | Carlo Orelli             | 23 grudnia 1894      | 22 stycznia 2005     | 110 lat 30 dni  | Umbria              | Lacjum              |
| 30      | Arcenio Cobba Balcazar   | 7 lipca 1907         | 21 lipca 2017        | 110 lat 14 dni  | Peru                | Lacjum              |

## Biografie

### Venere Pizzinato-Papo

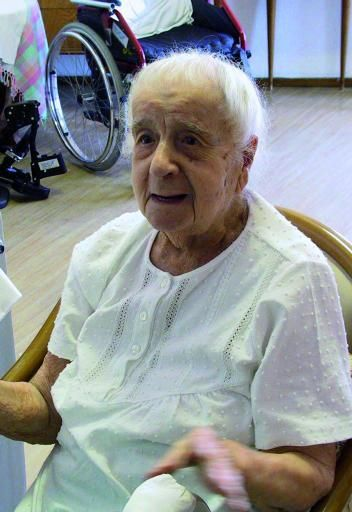
Venere Pizzinato-Papo w dniu 113. urodzin

Venere Ires Pizzinato-Papo (ur. 23 listopada 1896, zm. 2 sierpnia 2011) – przez pewien czas była rekordzistką długości życia we Włoszech (rekord został pobity przez Emmę Morano-Martinuzzi). W chwili śmierci w wieku 114 lat i 252 dni była 3. najstarszą żyjącą osobą na świecie, oraz najstarszą żyjącą osobą w Europie.
Życiorys
Urodziła się w Ala (Trydent-Górna Adyga). Nigdy nie miała dzieci. Mieszkała w Mediolanie przez 60 lat, zanim wyprowadziła się do Werony w 1959. Mieszkała tam do końca życia w domu opieki. Niemal do ostatnich chwil posiadała sprawny umysł i dość dobry stan zdrowia.

### Antonio Todde
Antonio Todde (ur. 22 stycznia 1889, zm. 3 stycznia 2002) – Włoch, znany z długowieczności, uważany od 2000 za najstarszego żyjącego mężczyznę na świecie, najstarszy mężczyzna w historii Włoszech. Dożył 112 lat i 346 dni.
Życiorys
Urodził się, mieszkał przez większą część życia i zmarł w wiosce Tiana na Sardynii. Kraina Nuoro, gdzie leży wieś Toddego, jest znana z dużej liczby wiekowych mieszkańców (w większości kobiet, ale pod koniec życia Todde nie był nawet jedynym mężczyzną z Nuoro, który ukończył 110 lat).
Jako żołnierz I wojny światowej był ranny w bitwie pod Monte Grappa. W rodzinnej wsi pracował przez lata jako pasterz, był żonaty przez 70 lat (owdowiał w 1990) i miał pięcioro dzieci (w tym cztery córki). W 2000 został uznany za najstarszego żyjącego mężczyznę – po śmierci Japończyka Sadayoshiego Tanabe początkowo tytuł ten mylnie przypisywano Amerykanom, najpierw Benjaminowi Holcombowi, potem Johnowi Ingramowi, którzy obaj byli młodsi o kilka miesięcy od Włocha. Późniejsze badania wskazały, że prawdopodobnie także z przypisaniem Toddemu tytułu najstarszego mężczyzny pospieszono się i faktycznie starszy był wówczas Amerykanin John Painter, który zmarł w marcu 2001.
Antonio Todde zmarł kilka tygodni przed ukończeniem 113 lat. Po jego śmierci za najstarszego mężczyznę na świecie uznano Japończyka Yūkichiego Chūganji.
Należy pamiętać, że wspomniane wyżej osoby nie muszą być faktycznie najstarszymi – były najstarszymi spośród tych, których daty urodzenia udało się udowodnić i zweryfikować.